# Cerkiew Świętej Trójcy w Zelwie
Cerkiew Świętej Trójcy – prawosławna cerkiew parafialna w Zelwie na Białorusi, w dekanacie zelwieńskim eparchii grodzieńskiej i wołkowyskiej Egzarchatu Białoruskiego Patriarchatu Moskiewskiego.

## Historia
Świątynia została zbudowana na początku XIX wieku jako cerkiew unicka zaprojektowana przez Aleksandra Gradzieckiego na fundamentach dawnej cerkwi z 1434. W latach 1904–1909 cerkiew została przebudowana w stylu bizantyjsko-rosyjskim według projektu Płotnikowa, m.in. dzięki darowiznom wiernych. W 1909 przebudowano także dzwonnicę, wtedy też miała miejsce ponowna konsekracja obiektu. Na początku XXI wieku cerkiew znów przebudowano.

## Architektura

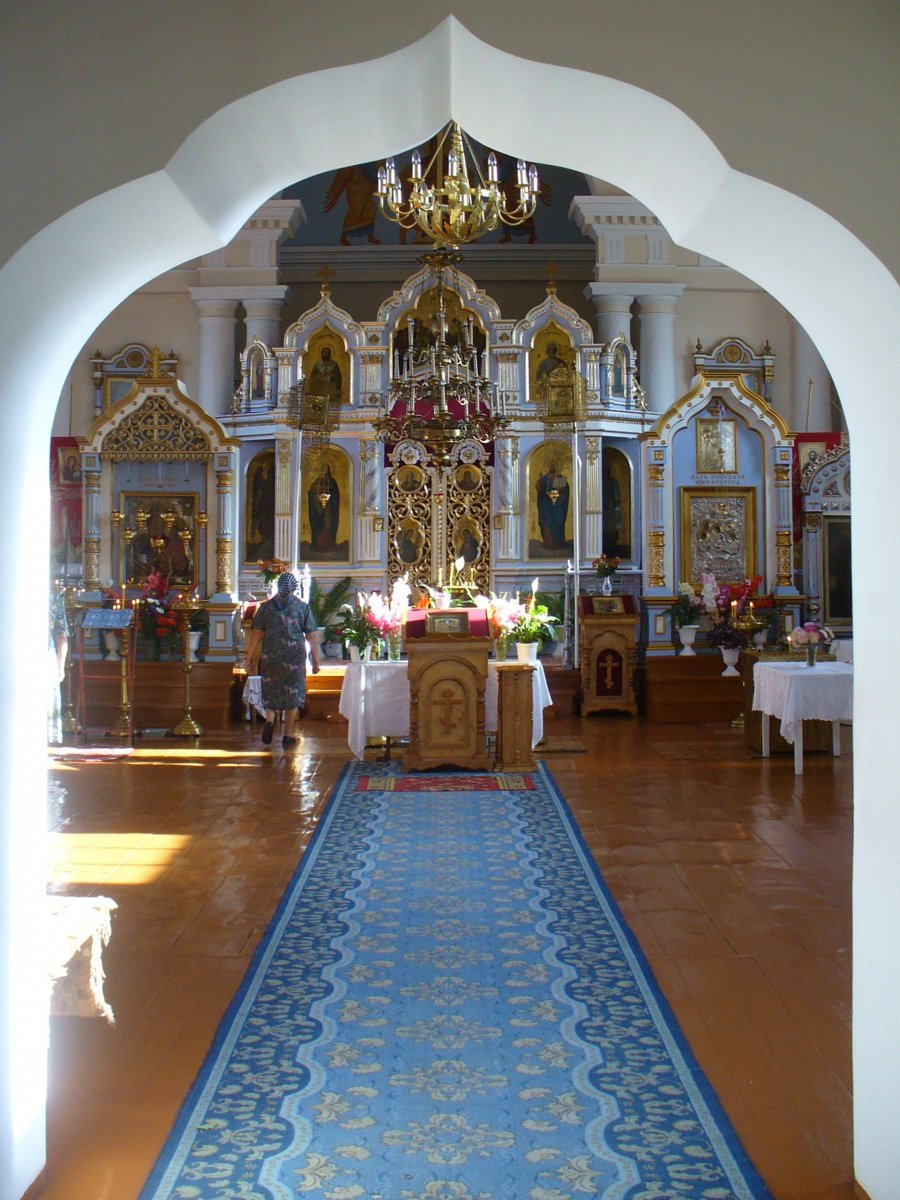
Wnętrze cerkwi

### Wygląd zewnętrzny
Cerkiew została zbudowana z białej cegły, w stylu bizantyjsko-rosyjskim, orientowana, na planie krzyża.
Świątynia po przebudowie z początku XX w. miała znacznie niższą wieżę-dzwonnicę; (obecnie jest w kształcie ostrosłupa, ośmioboczna, biało-brązowa, ma wąskie otwory, zwieńczona kopułką ze złotym hełmem i krzyżem z tego samego materiału). Nawa ma kształt domu, na skrzydłach są po 4 okna, a nad częścią nawową mieści się malutka kopułka, dach jest dwuspadowy z brązową papą. Cerkiew liczy ok. 20 okien o kwadratowych kształtach. Tył cerkwi (apsyda) jest zaokrąglony, jednospadowy, do prezbiterium jest tylne wejście. Na terenie cerkwi wymieniono płot i bramę.

### Wnętrze
We wnętrzu znajduje się 2-rzędowy, złocony, wyraźnie niebieski, teraz kremowy ikonostas z rosyjskimi ikonami na złotym podkładzie. Wnętrze ogólnie było niebieskie teraz kremowe. Pomiędzy ikonostasem są detale w formie kolumienek.
W środku są 4 kioty, kilka ikon i inne wyposażenia typowe dla świątyń prawosławnych.